# Lambert Pfennings
Lambert Alix (Lambert) Pfennings (Sittard, 19 november 1916 –  13 mei 1993) was een Nederlands voetballer die speelde voor Sittardse Boys, MVV en Sittardia.

## Loopbaan

### Beginjaren
In zijn jeugdjaren beoefende hij twee sporten: wielrennen en gymnastiek bij Swentibold waar zijn vader Berthel trainer was. Lambert begon pas op zijn achttiende jaar met voetbal bij Sittardse Boys waar ook zijn broers speelden.
Hij startte in het vierde team en kwam een maand later al in het eerste elftal. Sittardse Boys kwam uit in de Eerste klasse A van de katholieke voetbalbond IVCB.

### MVV
Hij ging in 1937 naar MVV in Maastricht dat speelde in de Eerste klasse, het hoogste niveau van de neutrale bond KNVB. Hij maakte zijn debuut op 19 september 1937 in de competitieouverture tegen Willem II waarin hij eenmaal scoorde (3-1). Hij begon als aanvaller maar halverwege het seizoen verhuisde hij naar de achterhoede. Daar speelde hij als linksachter samen met rechterverdediger Jeu van Bun en stopperspil Wim van Kerkoerle. Met Van Bun vormde hij ook het verdedigingsduo in het Limburgs elftal.
MVV behaalde de tweede plaats in het seizoen 1938/39. De Maastrichtse club beschikte dat jaar over topschutter Hub Vroomen van Miranda die daarna vertrok naar Juliana. 

### Sittardse Boys
Ondanks het succesvolle jaar bij MVV besloot Pfennings in 1939 terug te keren naar zijn oude club. Hij werd meteen aanvoerder en dat bleef hij tot het einde van zijn loopbaan. Sittardse Boys werd na de voetbalreorganisatie van 1940, waarbij de katholieke bonden opgingen in de KNVB, ingedeeld in de Tweede klasse. Zowel in 1943 als 1944 werd de Sittardse club kampioen zonder te promoveren. 
Na de oorlog kreeg Pfennings als stopperspil twee nieuwe medespelers. Doelman Frans de Munck, opvolger van Frans Debruijn, en verdediger Flip Paauwe kwamen beiden over van Goes. Met grote overmacht werd Sittardse Boys in 1946 kampioen en ditmaal lukte het de nacompetitie met promotie af te sluiten.
Pfennings keerde na zeven jaar terug in de hoogste klasse. Als nieuwkomer was Sittardse Boys in 1947 op weg naar het kampioenschap maar in de slotfase ging het mis. Achtervolger MVV won drie keer terwijl Sittardse Boys in de drie slotduels maar een punt behaalde. MVV pakte de titel in de Eerste klasse Zuid II met twee punten voorsprong.

### Kersttrip Barcelona
Sittardse Boys kreeg eind 1947 een uitnodiging om twee vriendschappelijke wedstrijden te spelen tegen FC Barcelona. Vlak voor kerstmis reisde aanvoerder Pfennings met zijn teamgenoten per trein naar Barcelona, een reis van 36 uur. Op eerste kerstdag verloor de Sittardse ploeg met 8-4. Harie Ehlen scoorde de vier Sittardse treffers.
Drie dagen later won Barcelona opnieuw, nu met 3-0.

### Sittardia
De clubs Sittard en Sittardse Boys gingen in 1950 samen verder als Sittardia. 
De defensie van Sittardse Boys bleef bij de fusieclub intact met stopper Pfennings en de verdedigers Guus Clemens en Flip Paauwe. Keeper Frans de Munck was afgehaakt, hij tekende een profcontract bij FC Köln. 
Vlak voor de invoering van het beroepsvoetbal nam Pfennings afscheid. Dit was op 25 april 1954 bij de thuiswedstrijd tegen Brabantia.
Twee jaar daarvoor werd hij gehuldigd omdat hij zijn vijfhonderdste wedstrijd speelde.

### Na afscheid
Kort na zijn 38e verjaardag maakte hij een kortstondige comeback. Door de fusie van de voetbalbonden KNVB en NBVB was op 28 november 1954 een herstart van de competitie. Pfennings speelde de eerste twee duels mee bij Sittardia waardoor hij in zijn laatste voetbaldagen nog even profspeler was.
In augustus 1955 werd hij benoemd tot erelid van Sittardia.
Hij trainde tijdens zijn voetballoopbaan de B-junioren van Sittardia en behaalde het trainersdiploma. Buiten een korte periode bij DVO in Sittard, nam hij geen club onder zijn hoede. Hij kon het trainerschap niet combineren met zijn café Sport, aan de Markt in Sittard. Dit was het clubhuis van Sittardia waar ook de supportersvereniging onderdak had. 
Hij bleef actief als wielrenner en als voetballer bij de veteranen van Sittardia. 
Tijdens de zomeravondcompetitie in Sittard vond in 1969 een incident plaats waarbij de toen 52-jarige Pfennings het aan de stok kreeg met de arbiter. Hij kreeg in eerste instantie een levenslange schorsing opgelegd. Die straf werd na hoger beroep teruggebracht tot twee jaar.
Zijn zoon Huub en kleinzoon Ivo speelden beiden profvoetbal bij Fortuna Sittard.
Lambert Pfennings overleed op 76-jarige leeftijd in 1993 en werd begraven op begraafplaats Vrangendael in Sittard.

## Clubstatistieken
| Seizoen | Club            | Land            | Competitie                   | Competitie      | Competitie      | Beker           | Beker           | Internationaal  | Internationaal  | Overig          | Overig          | Totaal          | Totaal          |
| Seizoen | Club            | Land            | Competitie                   | Wed.            | Dlp.            | Wed.            | Dlp.            | Wed.            | Dlp.            | Wed.            | Dlp.            | Wed.            | Dlp.            |
| ------- | --------------- | --------------- | ---------------------------- | --------------- | --------------- | --------------- | --------------- | --------------- | --------------- | --------------- | --------------- | --------------- | --------------- |
| 1935/36 | Sittardse Boys  | Nederland       | Eerste klasse Zuid IVCB      | ?               | ?               | –               | 0               | 0               | 0               | 0               | 0               | ?               | ?               |
| 1936/37 | Sittardse Boys  | Nederland       | Eerste klasse Zuid IVCB      | ?               | ?               | –               | 0               | 0               | 0               | 0               | 0               | ?               | ?               |
| 1937/38 | MVV             | Nederland       | Eerste klasse Zuid           | 20              | 2               | –               | 0               | 0               | 0               | 0               | 0               | 20              | 2               |
| 1938/39 | MVV             | Nederland       | Eerste klasse Zuid           | 20              | 0               | –               | 0               | 0               | 0               | 0               | 0               | 20              | 0               |
| 1939/40 | Sittardse Boys  | Nederland       | Eerste klasse Zuid IVCB      | 14              | 3               | –               | 0               | 0               | 0               | 0               | 0               | 14              | 3               |
| 1940/41 | Sittardse Boys  | Nederland       | Tweede klasse B Zuid II      | ?               | ?               | –               | 0               | 0               | 0               | 0               | 0               | ?               | ?               |
| 1941/42 | Sittardse Boys  | Nederland       | Tweede klasse B Zuid II      | ?               | ?               | –               | 0               | 0               | 0               | 0               | 0               | ?               | ?               |
| 1942/43 | Sittardse Boys  | Nederland       | Tweede klasse B Zuid II      | ?               | ?               | –               | 0               | 0               | 0               | 0               | 0               | ?               | ?               |
| 1943/44 | Sittardse Boys  | Nederland       | Tweede klasse B Zuid II      | ?               | ?               | –               | 0               | 0               | 0               | 0               | 0               | ?               | ?               |
| 1944/45 | Geen competitie | Geen competitie | Geen competitie              | Geen competitie | Geen competitie | Geen competitie | Geen competitie | Geen competitie | Geen competitie | Geen competitie | Geen competitie | Geen competitie | Geen competitie |
| 1945/46 | Sittardse Boys  | Nederland       | Tweede klasse B Zuid II      | 16              | 0               | –               | 0               | 0               | 0               | 4               | 0               | 20              | 0               |
| 1946/47 | Sittardse Boys  | Nederland       | Eerste klasse Zuid II        | 20              | 0               | –               | 0               | 0               | 0               | 0               | 0               | 20              | 0               |
| 1947/48 | Sittardse Boys  | Nederland       | Eerste klasse Zuid I         | 20              | 0               | –               | 0               | 0               | 0               | 0               | 0               | 20              | 0               |
| 1948/49 | Sittardse Boys  | Nederland       | Eerste klasse Zuid II        | 20              | 0               | –               | 0               | 0               | 0               | 0               | 0               | 20              | 0               |
| 1949/50 | Sittardse Boys  | Nederland       | Eerste klasse Zuid I         | 17              | 0               | –               | 0               | 0               | 0               | 0               | 0               | 17              | 0               |
| 1950/51 | Sittardia       | Nederland       | Eerste klasse E              | 22              | 0               | –               | 0               | 0               | 0               | 2               | 0               | 22              | 0               |
| 1951/52 | Sittardia       | Nederland       | Eerste klasse C              | 26              | 0               | –               | 0               | 0               | 0               | 0               | 0               | 26              | 0               |
| 1952/53 | Sittardia       | Nederland       | Eerste klasse C              | 26              | 0               | –               | 0               | 0               | 0               | 0               | 0               | 26              | 0               |
| 1953/54 | Sittardia       | Nederland       | Tweede klasse A Zuid II      | 20              | 0               | –               | 0               | 0               | 0               | 0               | 0               | 20              | 0               |
| 1954/55 | Sittardia       | Nederland       | Eerste klasse C (afgebroken) | 0               | 0               | –               | –               | 0               | 0               | 0               | 0               | 0               | 0               |
| 1954/55 | Sittardia       | Nederland       | Eerste klasse B              | 2               | 0               | –               | –               | 0               | 0               | 0               | 0               | 2               | 0               |
| Totaal  | Totaal          | Totaal          | Totaal                       | 243             | 5               | 0               | 0               | 0               | 0               | 4               | 0               | 247             | 5               |